# 이바나 칠코바

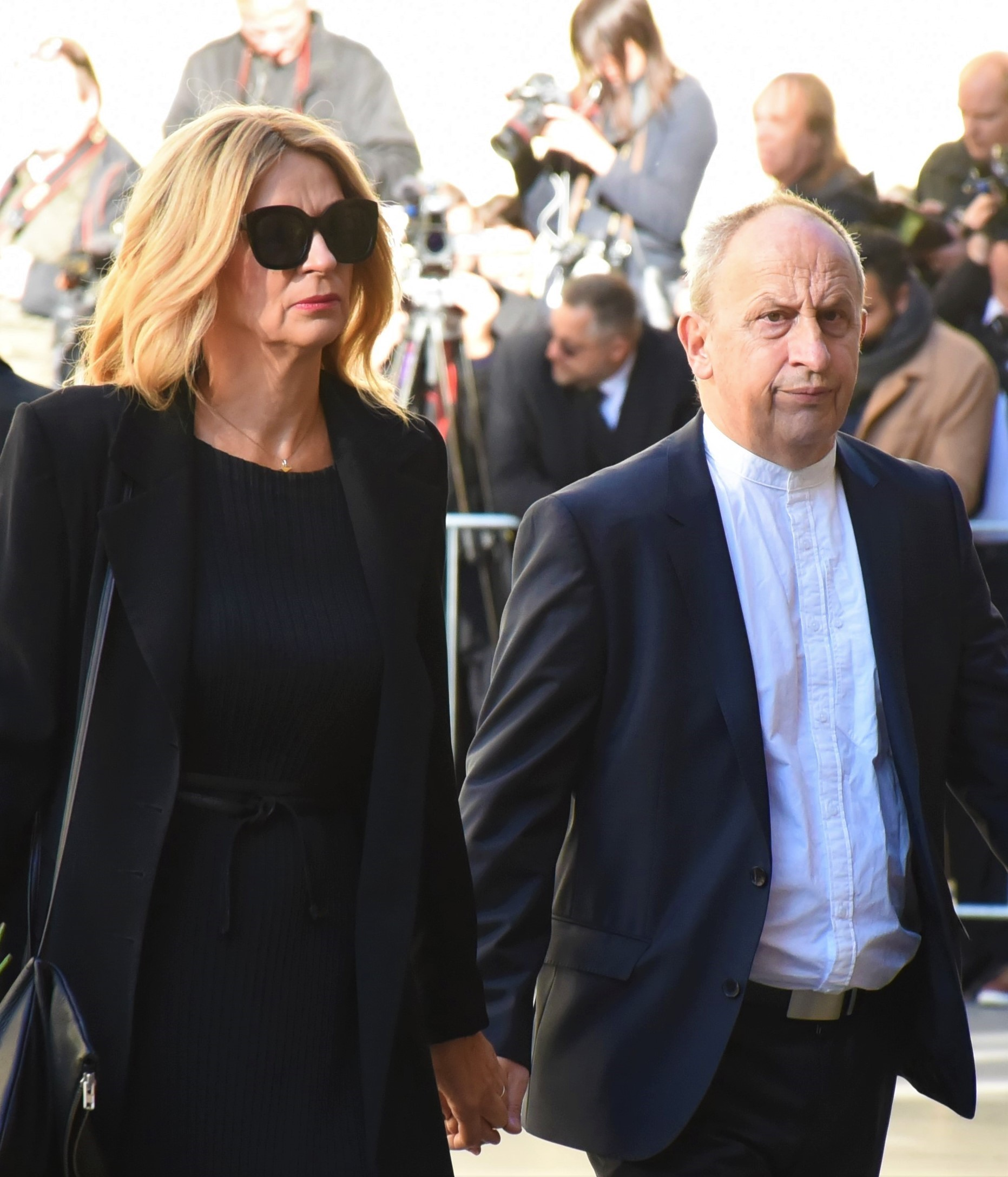

이바나 칠코바(Ivana Chýlková, 1963년 9월 27일~)는 체코의 배우이다.
프라하에서 태어났다.

## 영화
- 베어 윗 어스 (2018년)
- 프라하 캔즈 (2014년)
- 퍼펙트 데이즈 (2011년) - 에리카 역
- 그라피티 (2007년)
- 희생자와 살인자 (2000년)
- 시종의 시간 (1998년)
- 쌩스 포 에브리 뉴 모닝 (1994년)
- 목신의 매우 늦은 오후 (1983년)